# Anna Sychravová
Anna Sychravová  (Humpolec, 1873. július 7. – Prága, 1925. február 22.) tanár, és politikus. A csehszlovák nemzetgyűlés szociáldemokrata párti képviselője 1920 és 1925 között. Az első és egyetlen szlovákiai nő, akit az első választásokon választottak meg, miután Csehszlovákiában a nők szavazati jogot szereztek.

## Élete
Papi családban született az Osztrák–Magyar Monarchiában, Humpolecben (ma Csehország) 1873-ban. Tanárnő lett, Prágában és Žižkovban dolgozott, ahol a tartományi és kerületi hatóságok ifjúsági szolgálatainál is alkalmazták. Csehszlovákia első világháború utáni függetlenné válását követően egy évig a Szociális Jóléti Minisztériumban dolgozott, majd Ruttkára költözött, ahol visszatért a tanári pályára.
Az 1920-as parlamenti választásokon a Csehszlovák Szociáldemokrata Munkáspárt jelöltje volt, és az olmützi választókerületből beválasztották a képviselőházba. 18 nőt választottak be a parlamentbe. Anna volt az egyetlen nő a 60 szlovákiai képviselő között. A mandátuma alatt a Kulturális Bizottság tagja volt.  A fogyatékkal élők, a törvénytelen gyermekek problémáival, ifjúsági alkoholizmussal és a szexuális úton terjedő betegségek megelőzésével foglalkozott. 
Azonban 1925 februárjában meghalt a vinohradyi kórházban, mielőtt hivatali ideje lejárt volna. Helyét Jozef Pajger foglalta el.

## Fordítás
- Ez a szócikk részben vagy egészben  az   Anna Sychravová című angol Wikipédia-szócikk ezen változatának fordításán alapul.  Az eredeti cikk szerkesztőit annak laptörténete sorolja fel. Ez a jelzés csupán a megfogalmazás eredetét és a szerzői jogokat jelzi, nem szolgál a cikkben szereplő információk forrásmegjelöléseként.